# 埃利娜·达尼埃里扬
埃利娜·达尼埃里扬（1978年8月16日—），亚美尼亚女子国际象棋棋手、特级大师。
达尼埃里扬是1992年世界女子14岁组冠军、1993年世界女子16岁组冠军。她曾六度获得亚美尼亚国际象棋全国女子冠军（1993年、1994年、1999年、2002年、2003年、2004年）。2001年，获欧洲女子快棋赛冠军。此外，她还于1992年起12次代表亚美尼亚队出战女子国际象棋奥林匹克。